# Cadillac DeVille
Cadillac DeVille – samochód osobowy klasy luksusowej produkowany pod amerykańską marką Cadillac w latach 1958 – 2005.

## Pierwsza generacja

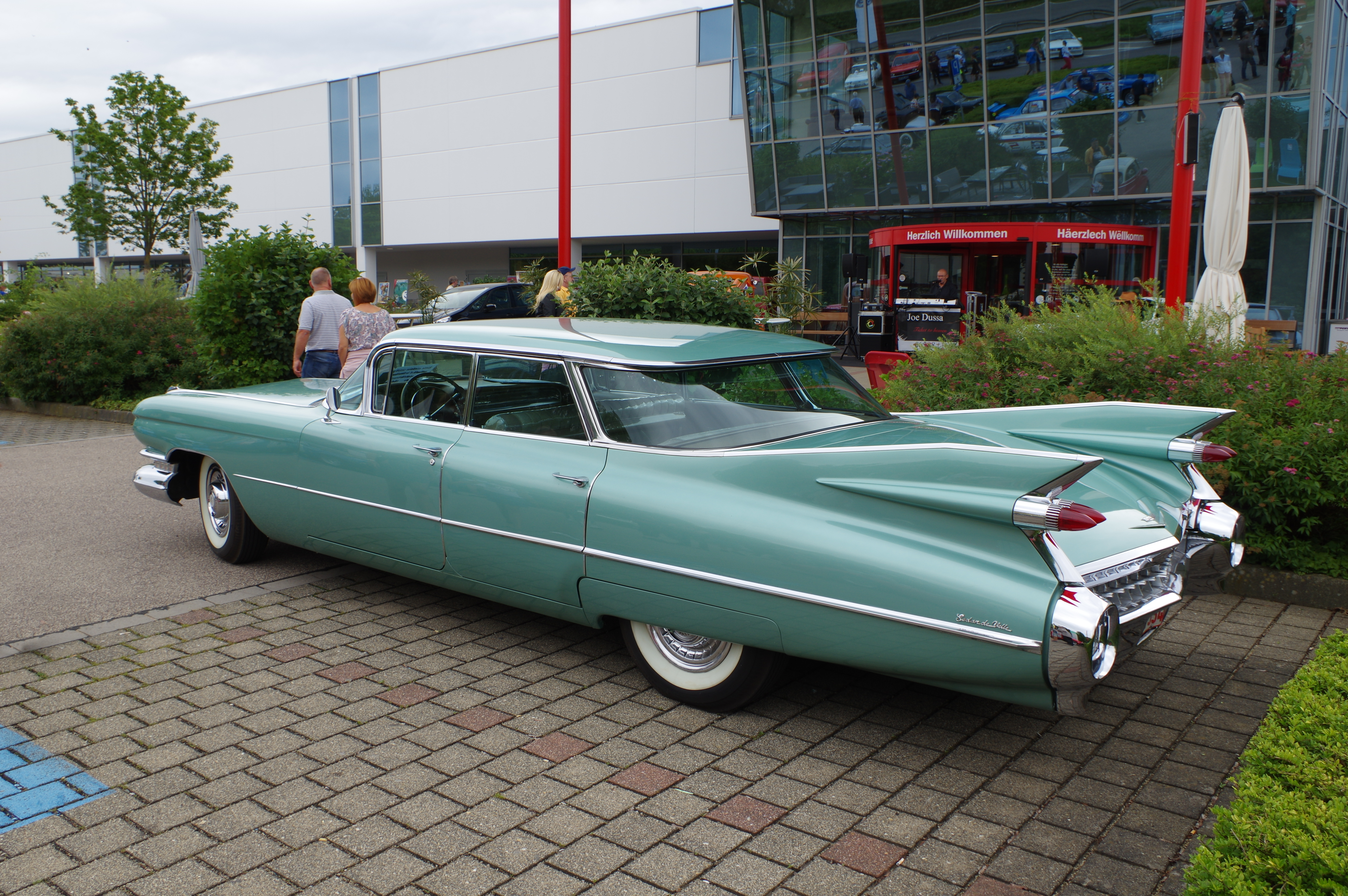
Cadillac DeVille I - tył

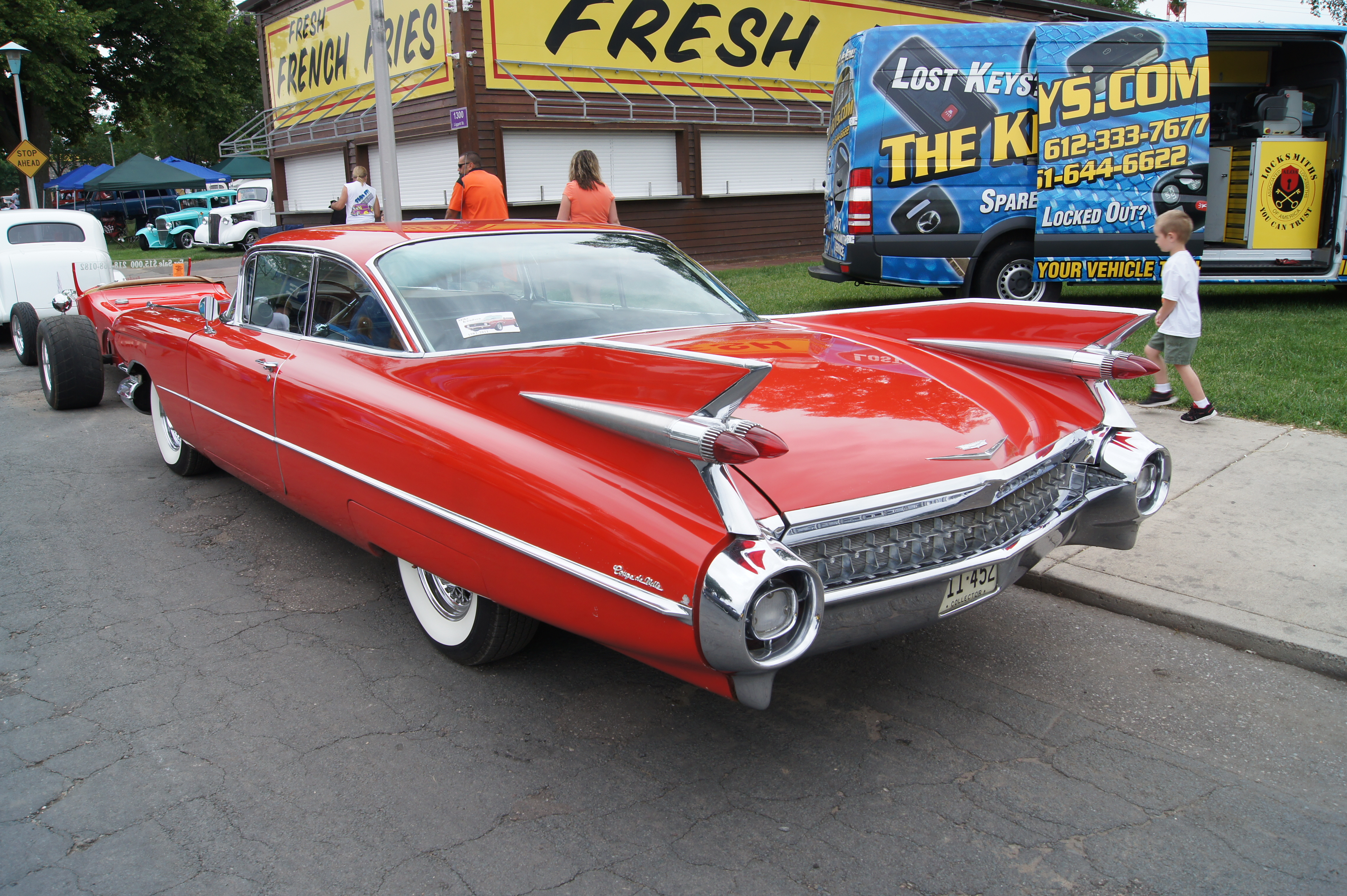
Cadillac DeVille I Coupé

Cadillac DeVille I został zaprezentowany po raz pierwszy w 1958 roku.
Następca modelu Series 62. Pierwsza generacja modelu została zaprezentowana po raz pierwszy w 1958 roku i była blisko spokrewniona z równolegle produkowanym modelem Eldorado, wyróżniając się strzelistymi tylnymi nadkolami i dużą ilością chromu.

### Silnik
- V8 6.4l OHV

## Druga generacja

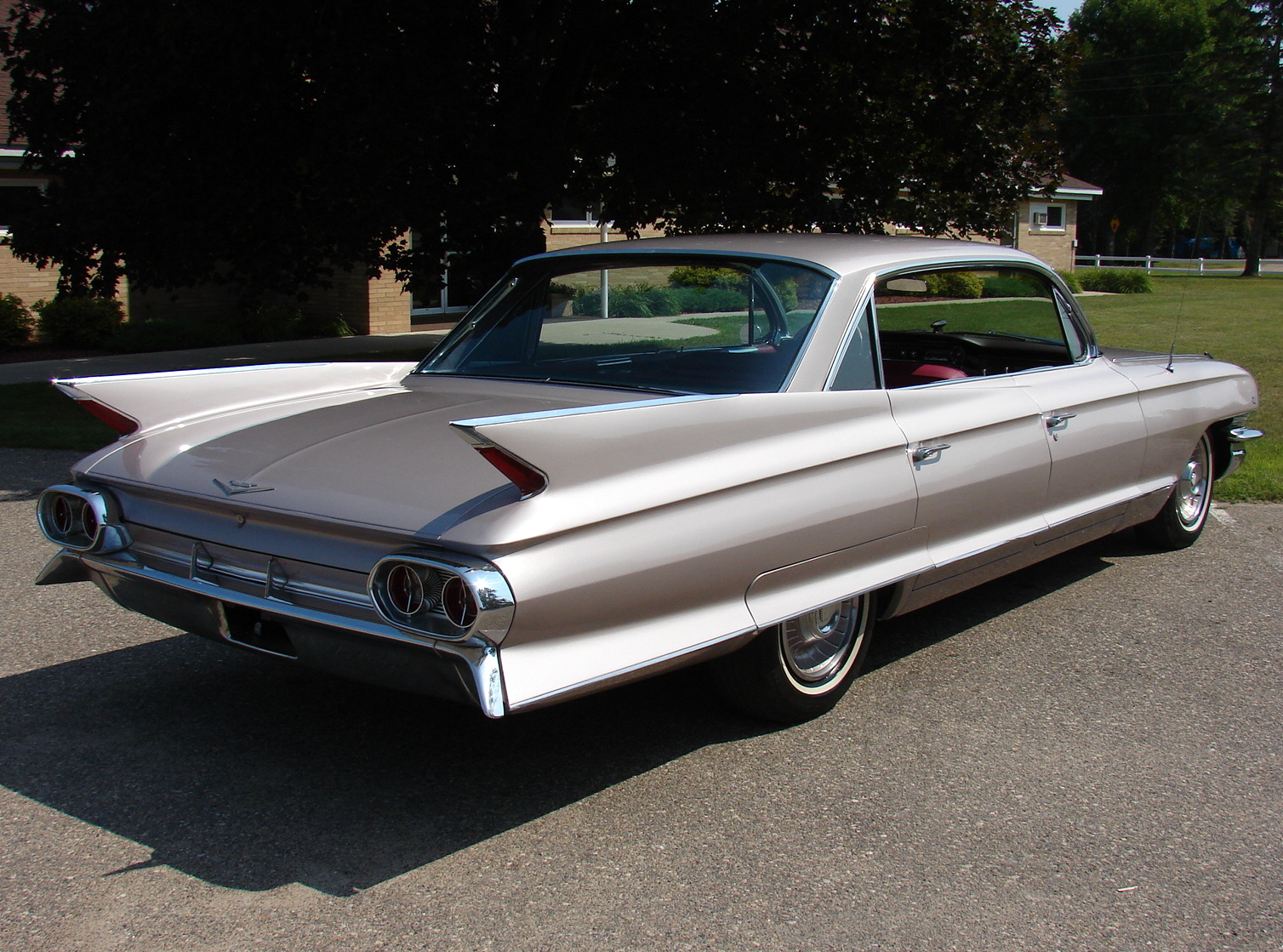
Cadillac DeVille II - tył

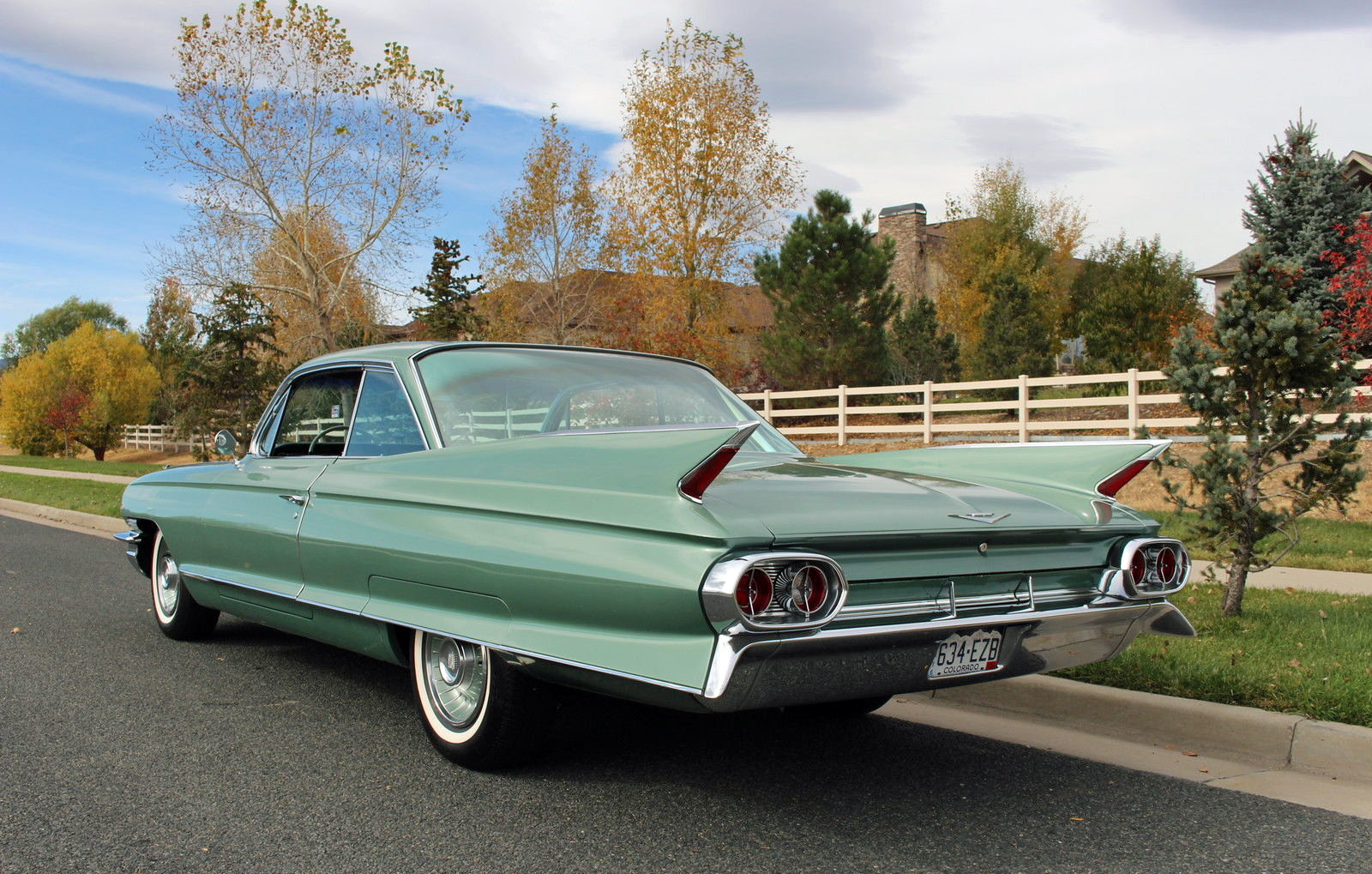
Cadillac DeVille II Coupé

Cadillac DeVille II został zaprezentowany po raz pierwszy w 1961 roku.
Druga generacja DeVille została przedstawiona jako gruntownie zmodernizowany poprzednik. Samochód zyskał wygładzoną stylistykę, wyróżniającą się mniejszą ilością chromowanych ozdobników, strzelistych linii i kantów. Zmniejszono też powierzchnię charakterystycznych, strzelistych tylnych nadkoli.

### Silniki
- V8 6.4l OHV
- V8 7.0l OHV

## Trzecia generacja

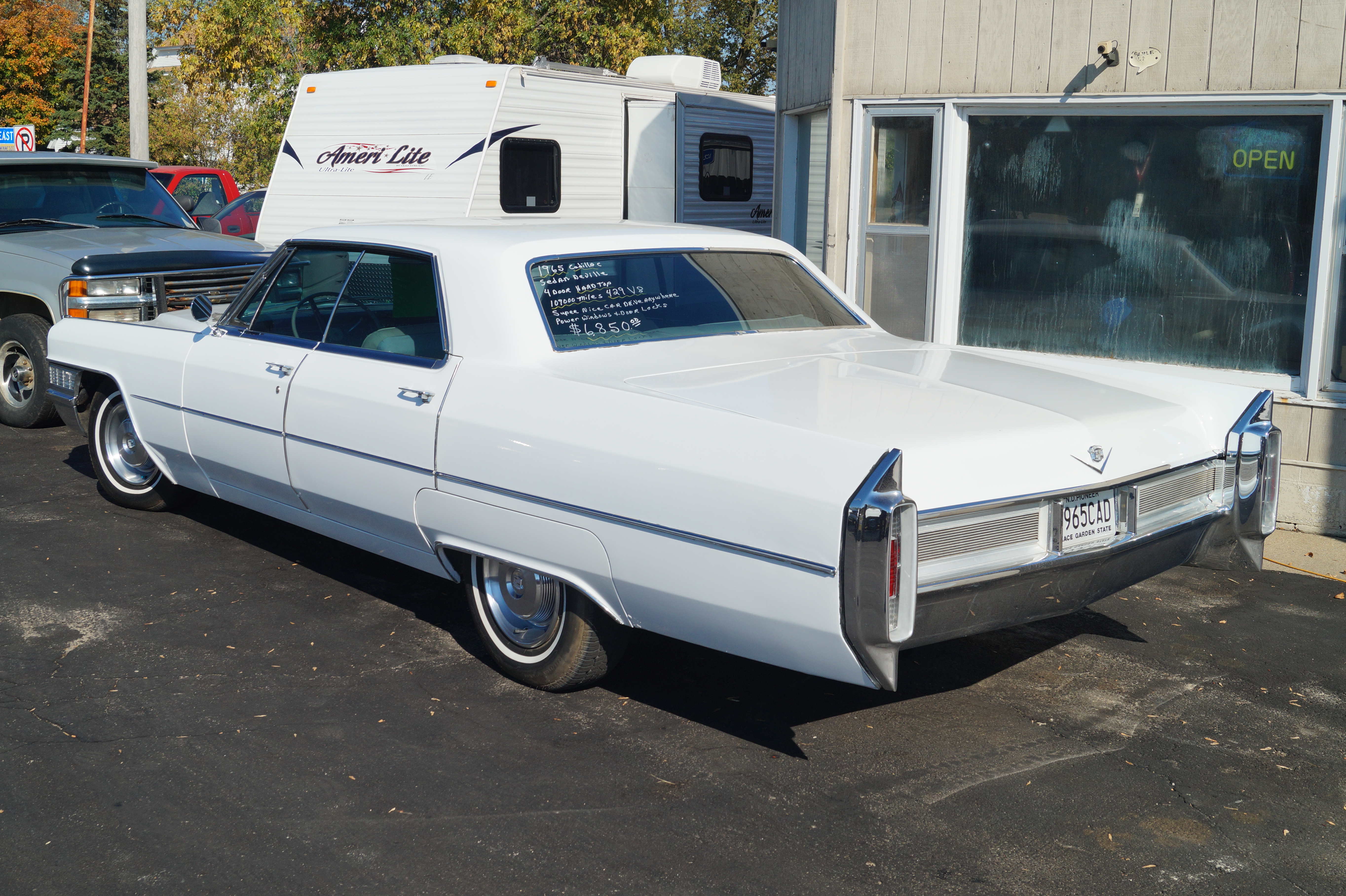
Cadillac DeVille III - tył

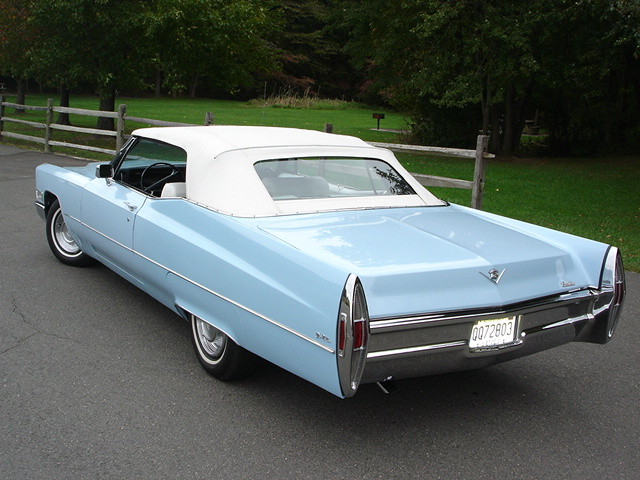
Cadillac DeVille III Coupé

Cadillac DeVille III został zaprezentowany po raz pierwszy w 1965 roku.
Trzecia generacja modelu powstała jako zupełnie nowy, zbudowany od podstaw samochód. Samochód zyskał masywniejszy przód z osadzonymi po bokach reflektorach. Zniknęły też strzeliste nadkola, a sylwetka stała się pozbawiona znanych z poprzedników ozdobników. Ofertę nadwoziową dalej tworzył sedan, coupé i kabriolet.

### Silniki
- V8 7.0l OHV
- V8 7.7l OHV

## Czwarta generacja

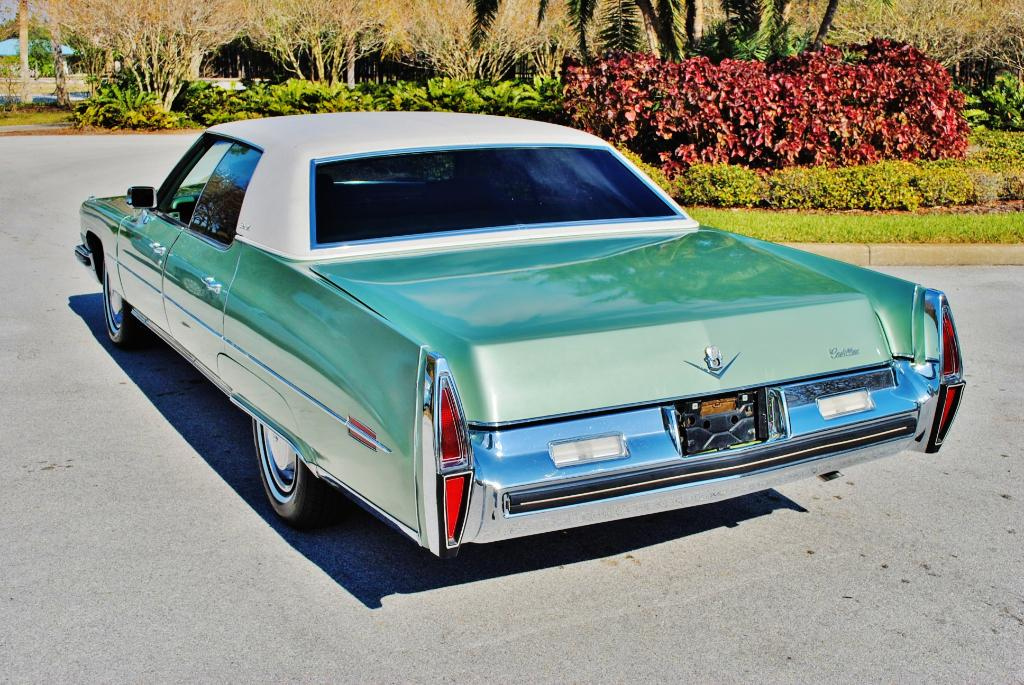
Cadillac DeVille IV - tył

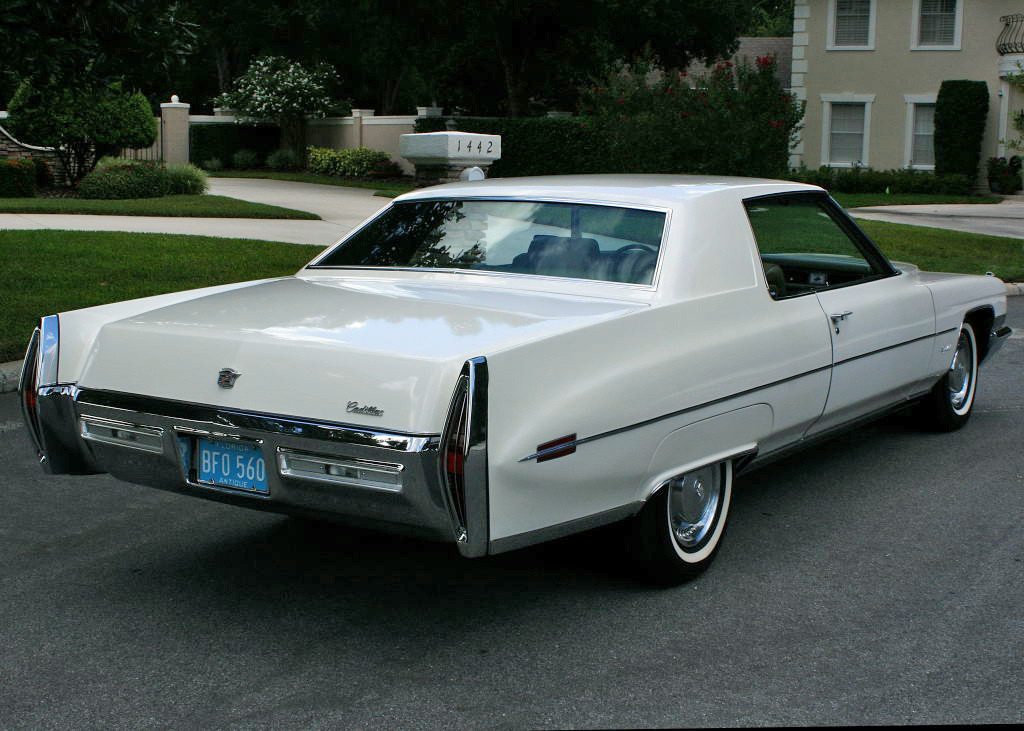
Cadillac DeVille IV Coupé

Cadillac DeVille IV został zaprezentowany po raz pierwszy w 1970 roku.
Czwarta generacja DeVille przeszła ewolucyjny kierunek zmian w stosunku do dotychczasowego modelu, z inaczej osadzonymi reflektorami i charakterystycznym, dwukolorowym malowaniem nadwozia. Zmniejszono też chromowane ozdobniki w nadwoziu, montując zarazem z przodu masywniejszą atrapę chłodnicy.

### Silniki
- V8 7.7l OHV
- V8 8.2l OHV

## Piąta generacja

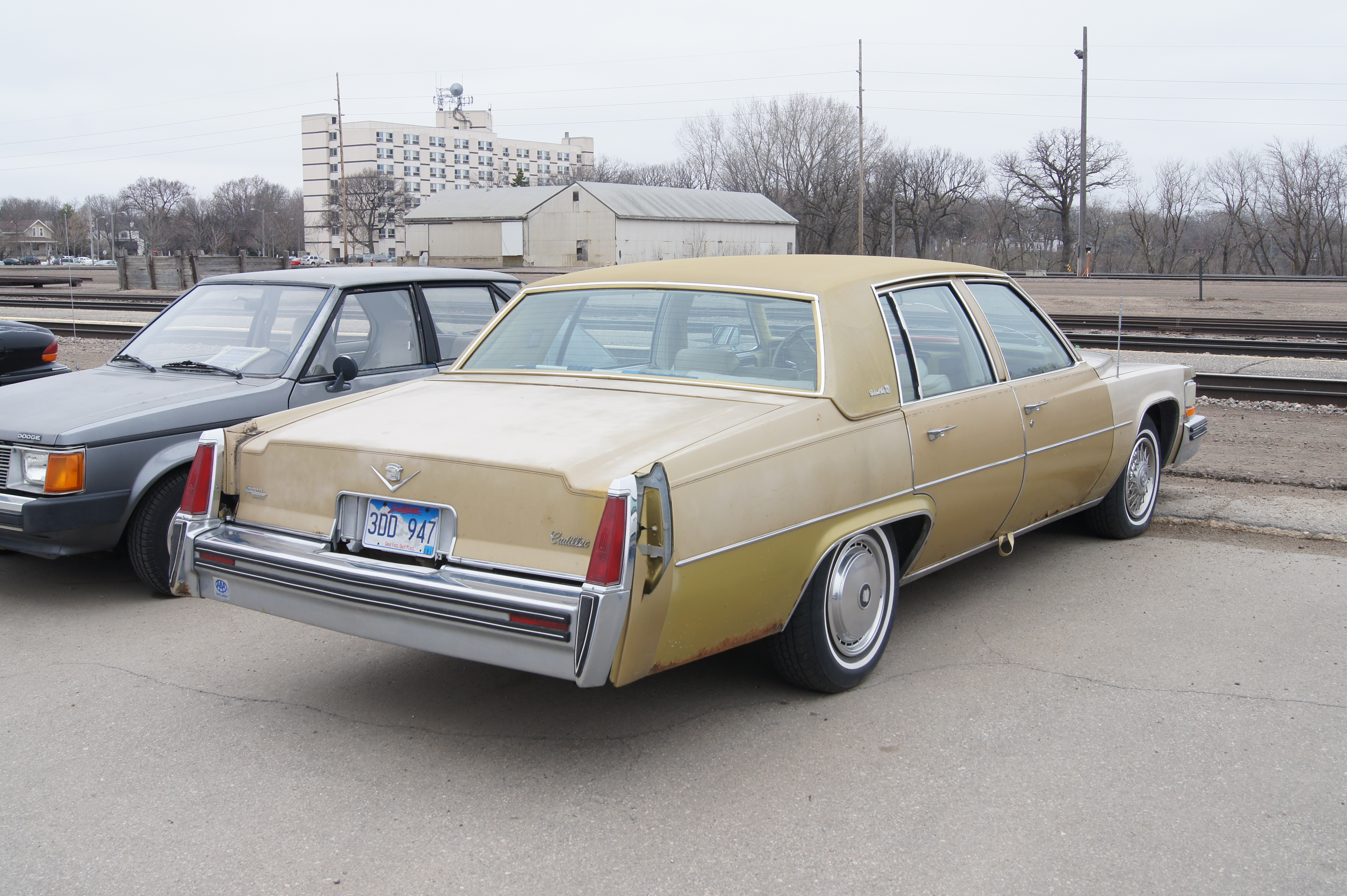
Cadillac DeVille V - tył

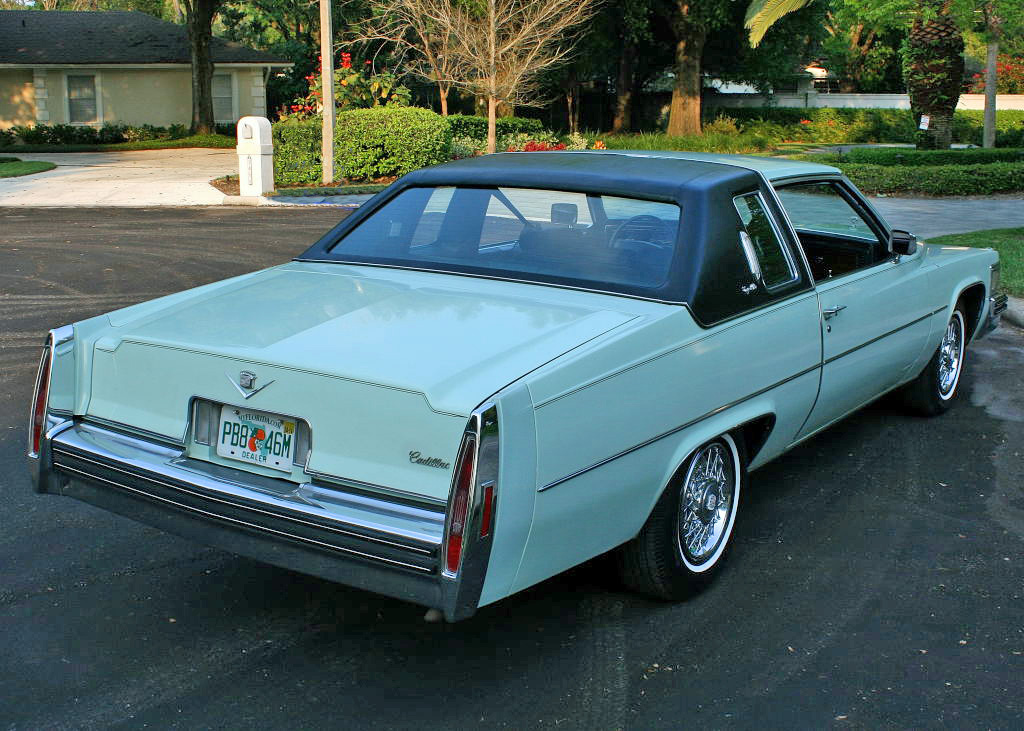
Cadillac DeVille V Coupé

Cadillac DeVille V został zaprezentowany po raz pierwszy w 1976 roku.
Cadillac DeVille piątej generacji był jednocześnie ostatnim w historii tylnonapędowym modelem zrealizowanym według specyficznej koncepcji nadwozia, w której pojazd wyróżniał się długim i ponadprzeciętnie szeroką sylwetką. Reflektory przyjęły tym razem prostokątny, dwuczęściowy kształt.

### Silniki
- V6 4.1l LC4
- V8 4.1l HT-4100
- V8 5.7l LF9
- V8 6.0l L62
- V8 7.0l L35

## Szósta generacja

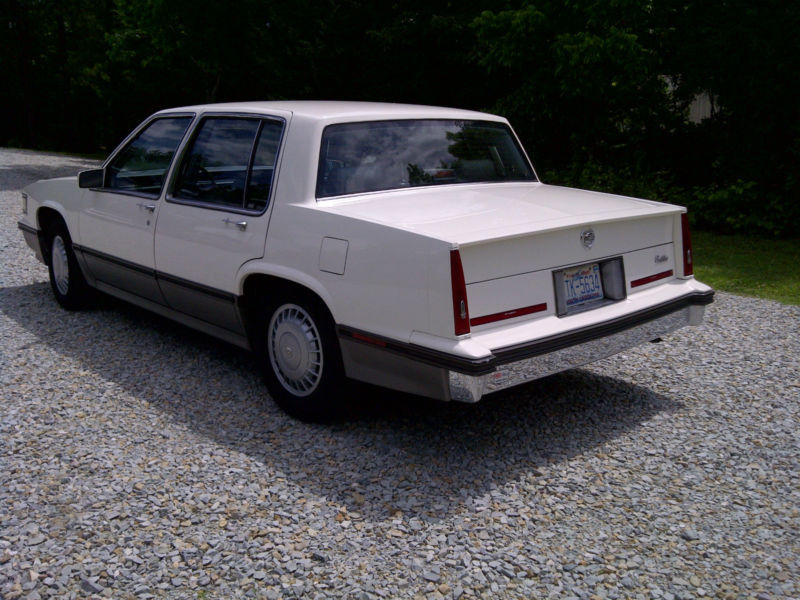
Cadillac DeVille VI - tył

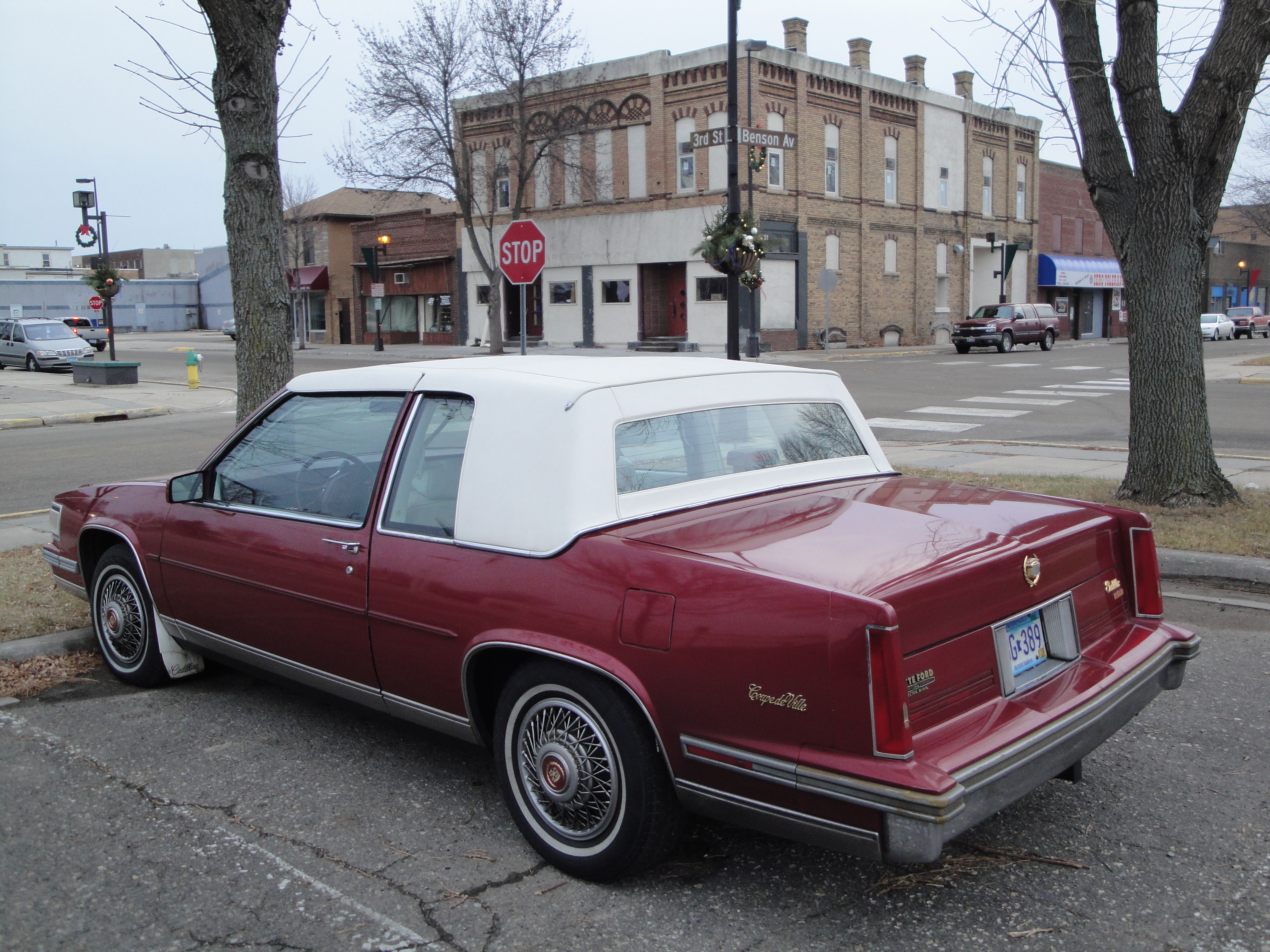
Cadillac DeVille VI Coupé

Cadillac DeVille VI został zaprezentowany po raz pierwszy w 1985 roku.
Szósta generacja DeVille była jednocześnie pierwszą w historii zbudowaną na nowej architekturze koncernu General Motors, na której zbudowano także pokrewne modele Buicka i Oldsmobile. Samochód miał tym razem przedni napęd, a także nie był już oferowany jako kabriolet. Nadwozie stało się wyraźnie krótsze i węższe. Pomimo tego, DeVille VI pozostał sztandarowym modelem Cadillaca.

### Silniki
- V6 4.3l LS2
- V8 4.1l HT-4100
- V8 4.5l HT-4500
- V8 4.9l HT-4900

## Siódma generacja

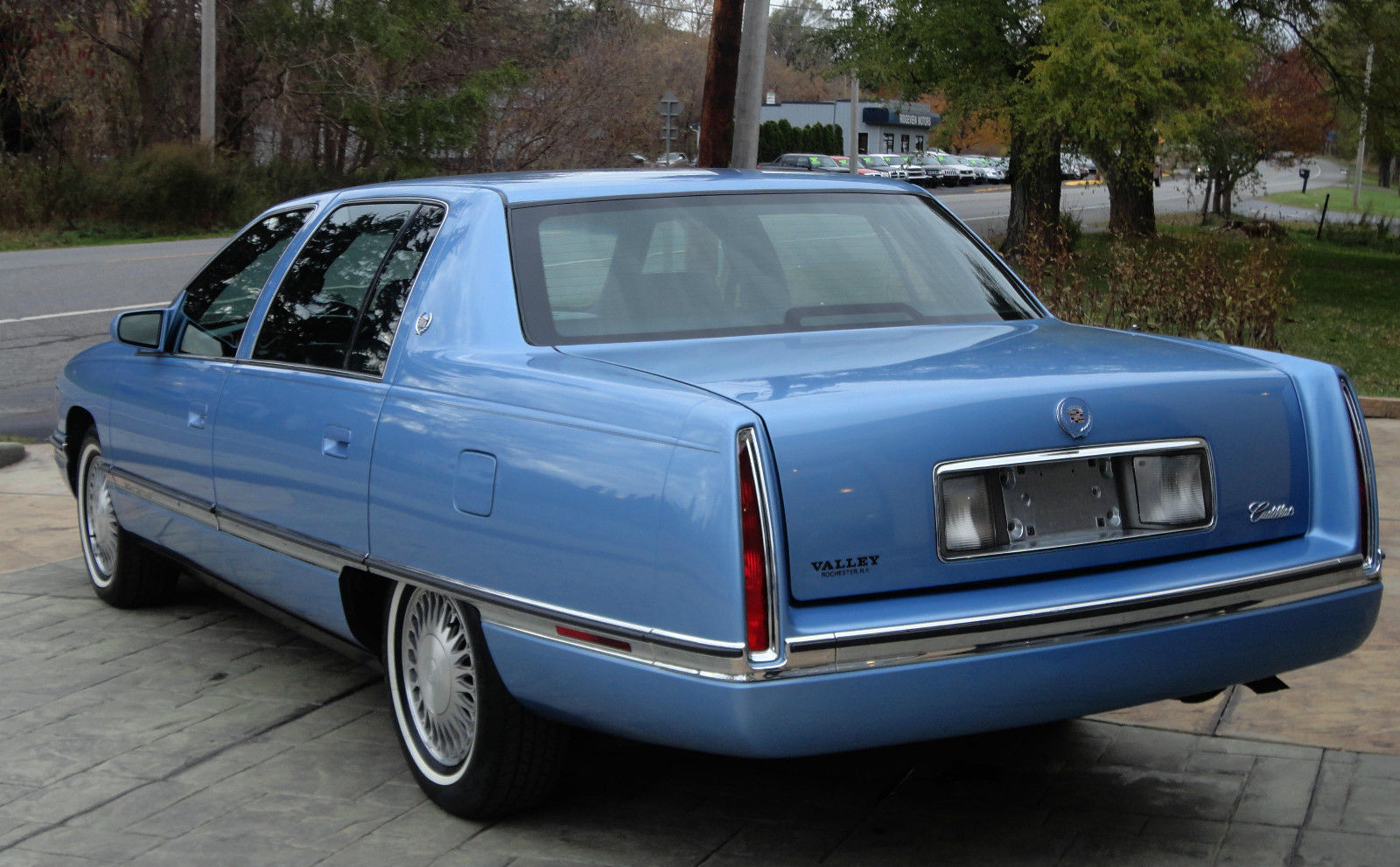
Cadillac DeVille VII - tył

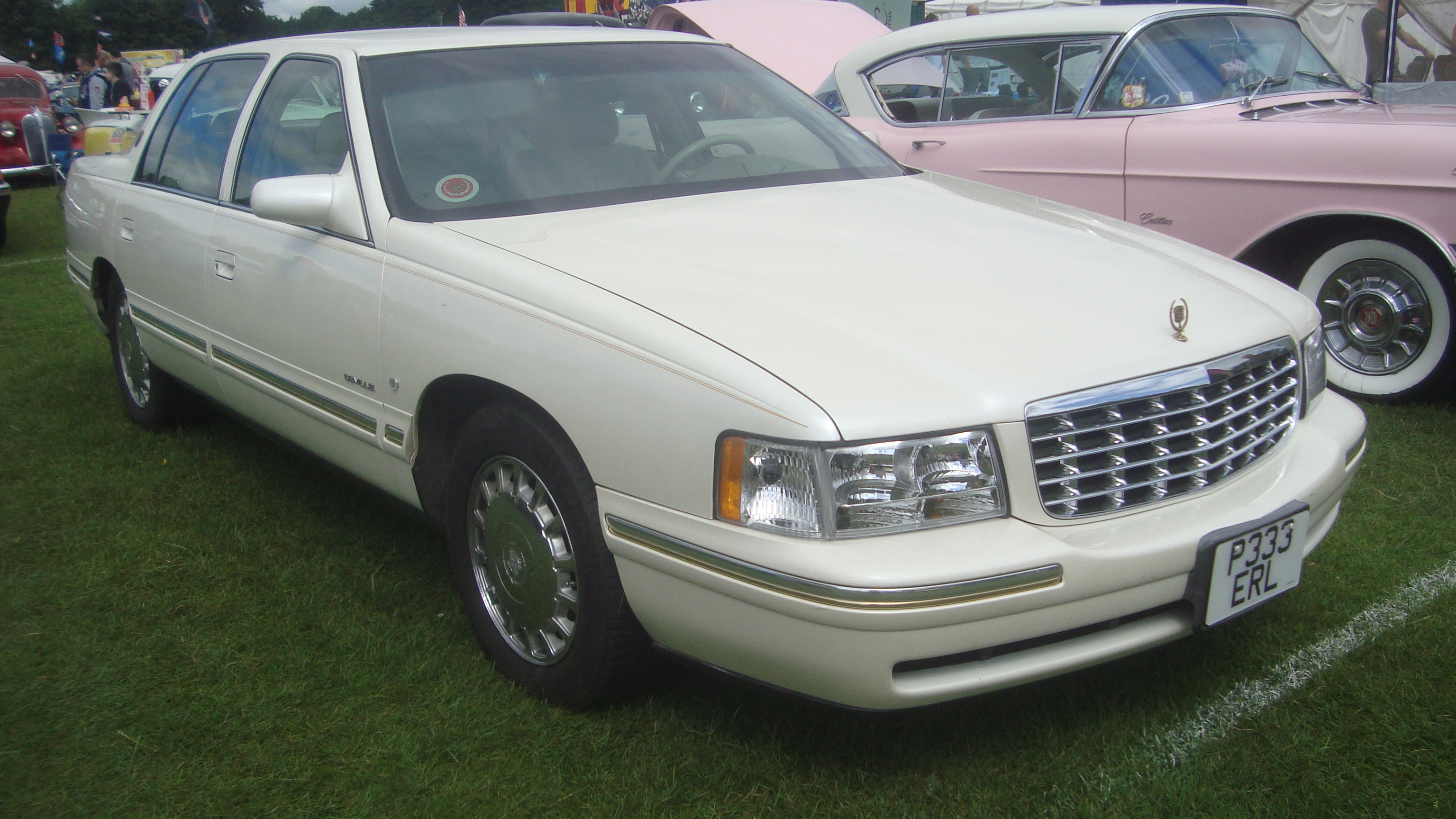
Cadillac DeVille VII po liftingu

Cadillac DeVille VII został zaprezentowany po raz pierwszy w 1993 roku.
Siódma generacja Cadillaca DeVille przeszła gruntowną metamorfozę w stosunku do poprzednika - była wyraźnie dłuższa, przy jednocześnie mniejszej ilości ozdobników i chromowanych akcentów w karoserii. Po raz pierwszy z oferty zniknęła wersja coupé, przez co sztandarowy model Cadillaca oferowany był tylko jako sedan.
W 1997 roku przedstawiono model po gruntownej modernizacji, w ramach której przemodelowano kształt reflektorów i atrapy chłodnicy.

### Silniki
- V8 4.6l Northstar
- V8 4.9l L26

## Ósma generacja

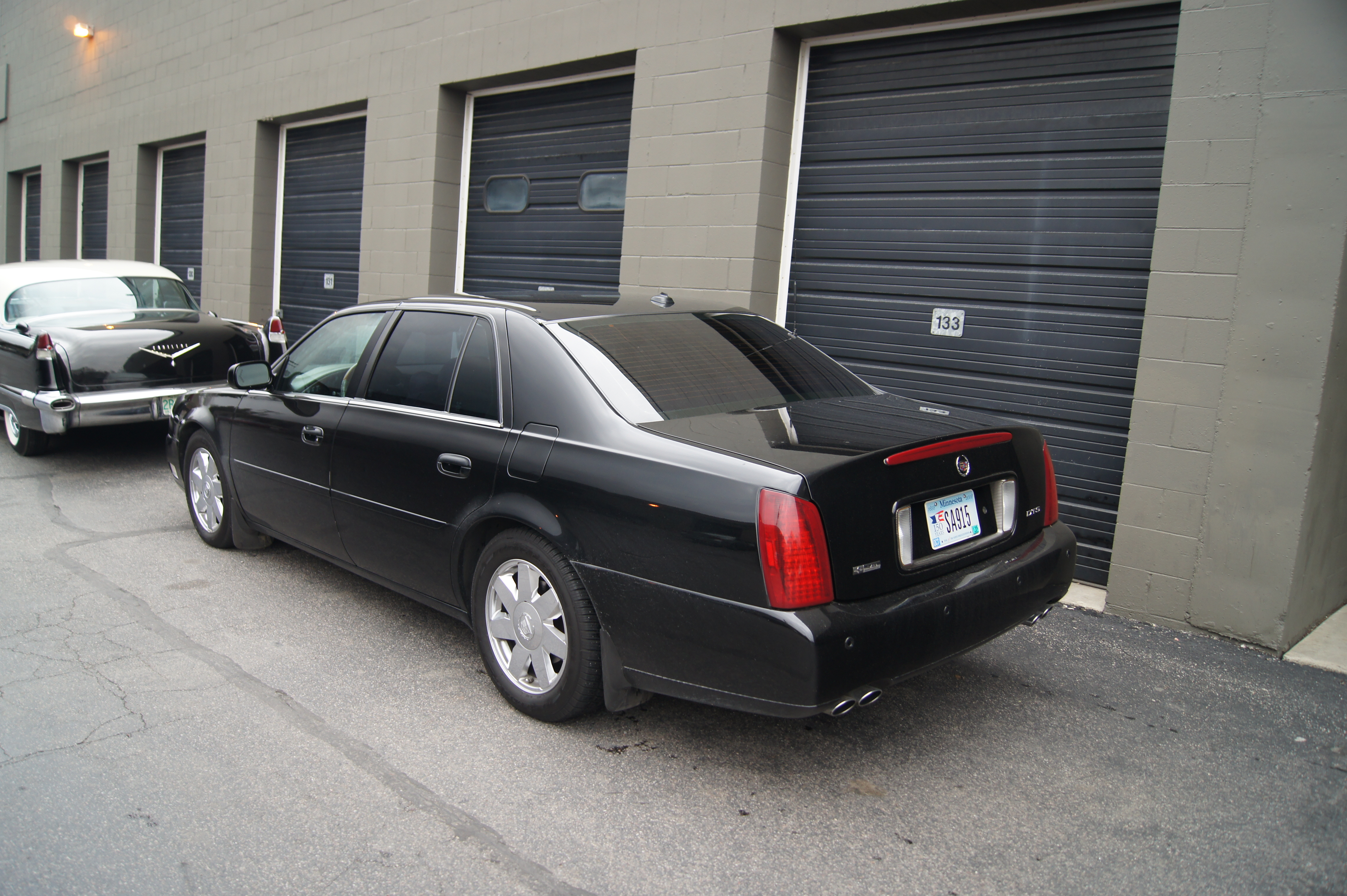
Cadillac DeVille VIII – tył

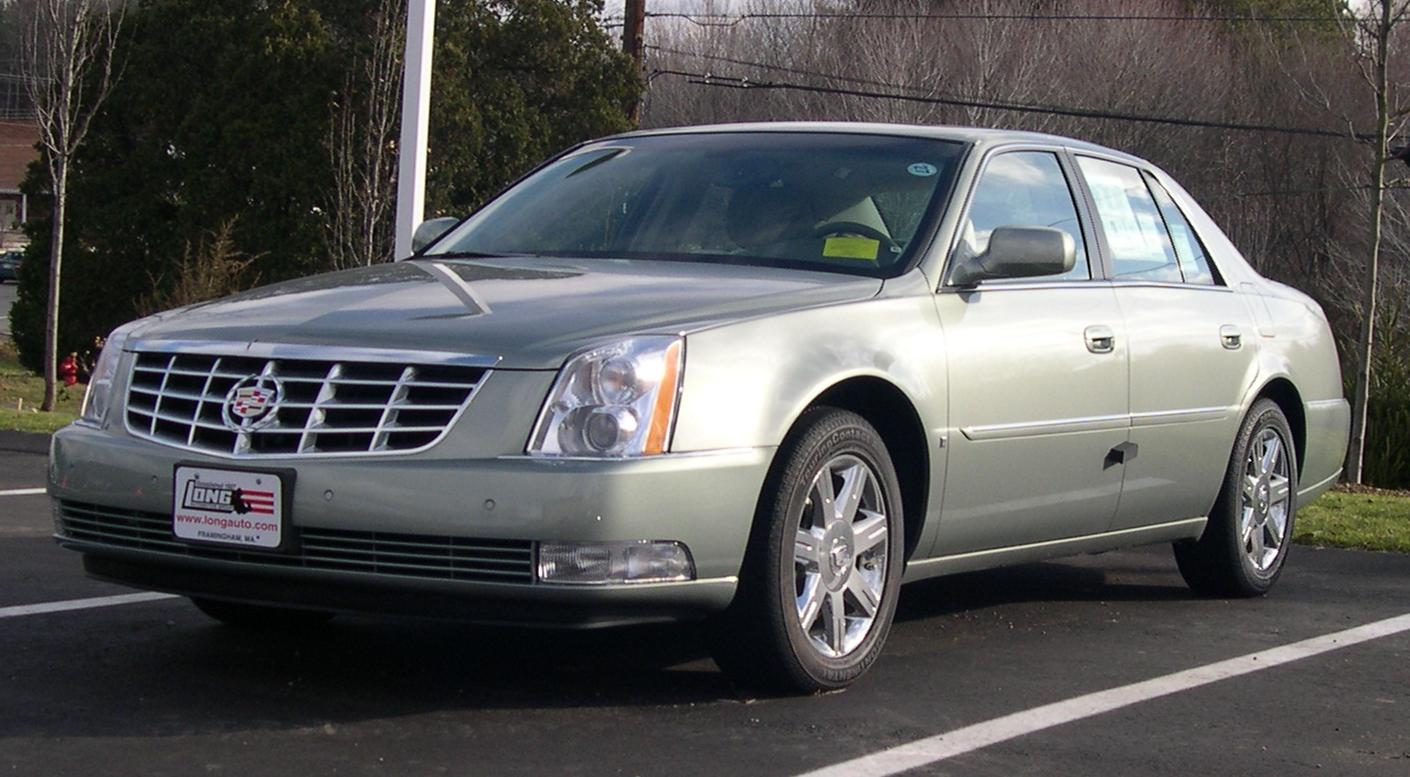
Cadillac DTS – wersja po liftingu

Cadillac DeVille VIII został zaprezentowany po raz pierwszy w 1999 roku.
Ostatnia, ósma generacja DeVille zadebiutowała latem 1999 roku, radykalnie zmieniając koncepcję w stosunku do poprzednika. Przy nieznacznie krótszym nadwoziu, stało się ono smuklejsze, miało jeszcze mniej chromowanych ozdobników na nadwoziu i było blisko spokrewnione z mniejszym modelem Seville, z którym dzielił platformę.

### Lifting i zmiana nazwy
W 2005 roku Cadillac przedstawił DeVille III po gruntownej modernizacji, w ramach której zmieniono wygląd pasa przedniego i tylnej części nadwozia. Zmienił się kształt reflektorów, atrapy chłodnicy i tylnych lamp, a także pojawiła się nowa atrapa chłodnicy. Przy okazji, zdecydowano się zmienić nazwę na Cadillac DTS.

### Dane techniczne
- V8 4,6 l (4565 cm³), 4 zawory na cylinder, DOHC
- Układ zasilania: wtrysk
- Średnica cylindra × skok tłoka: 93,00 mm × 84,00 mm
- Stopień sprężania: 10,0:1
- Moc maksymalna: 304 KM (224 kW) przy 6000 obr./min
- Maksymalny moment obrotowy: 400 N•m przy 4400 obr./min
- Przyspieszenie 0-100 km/h: 7,3 s
- Czas przejazdu pierwszych 400 m: 16,2 s
- Prędkość maksymalna: 209 km/h